# Arenaria benthamii
Arenaria benthamii là loài thực vật có hoa thuộc họ Cẩm chướng. Loài này được Fenzl ex Torr. & A.Gray mô tả khoa học đầu tiên năm 1840.